# Токіґава

36°0′31″ пн. ш. 139°17′49″ сх. д. / 36.00861° пн. ш. 139.29694° сх. д.
Токіґа́ва (яп. ときがわ町, ときがわまち, МФА: [tokʲigawa mat͡ɕi̥]) — містечко в Японії, в повіті Хікі префектури Сайтама. Станом на 1 жовтня 2008 площа містечка становила 55,77 км². Станом на 1 січня 2009 населення містечка становило 12 796 осіб.